# Zsolt Harsányi

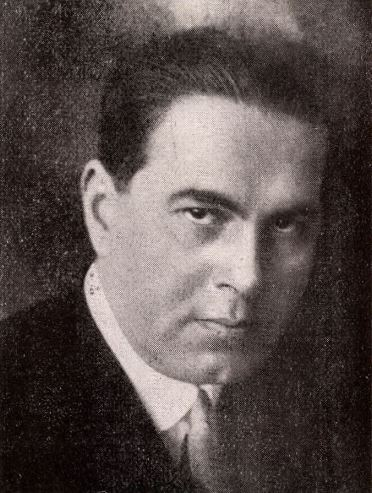
Zsolt Harsányi (1929)

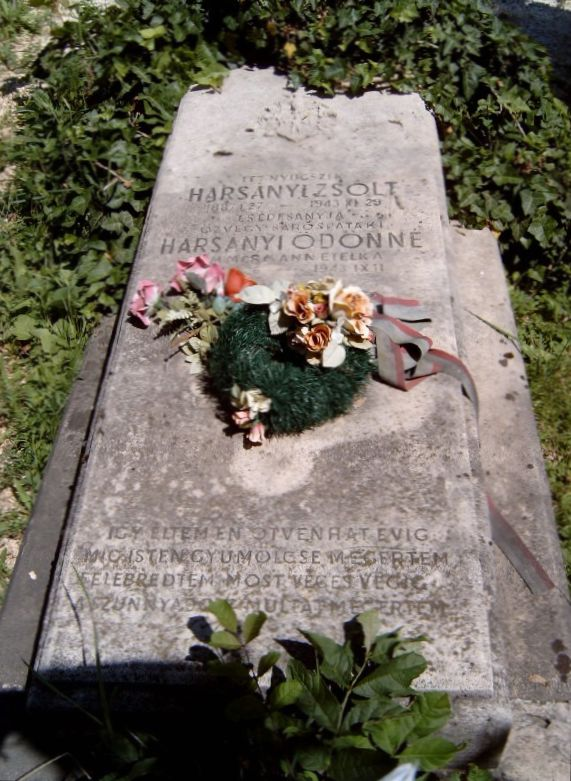
Grabstätte Harsányis auf dem Farkasréti-Friedhof

Zsolt Harsányi, auch Zsolt von Harsanyi (* 27. Januar 1887 in Korompa; † 29. November 1943 in Budapest) war ein ungarischer Schriftsteller, dessen Hauptwerk Biographien über historische Persönlichkeiten und umfangreiche Gesellschaftsromane bilden. Neben seiner literarischen Tätigkeit war Harsányi auch Theaterleiter.

## Leben
Der Sohn einer adligen ungarischen Familie erhielt bereits im Alter von 17 Jahren einen literarischen Preis der Ungarischen Akademie der Wissenschaften. Harsányi absolvierte zunächst ein Studium der Philosophie und Rechtswissenschaften. Als Übersetzer übertrug er Werke von Vergil, Horaz, Byron, Longfellow und Schiller ins Ungarische, daneben arbeitete er als Theater- und Literaturkritiker. In den 1930er Jahren begann er Romane zu schreiben, die vielfach übersetzt wurden und Harsányi weltweit bekannt machten. Auch als Lyriker konnte sich Harsányi einen Namen machen. Nach einer Anstellung als Redakteur bei verschiedenen Zeitungen leitete er ab 1938 das Budapester Lustspieltheater Vígszínház. Harsányi, der auch zahlreiche Auszeichnungen und Ehrenämter erhielt, starb 1943 in Budapest und wurde auf dem Farkasréti-Friedhof begraben. 

## Werke (Auswahl)
- Ecce homo. 1935
- Ungarische Rhapsodie. Der Lebensroman des Franz Liszt (Originaltitel: Magyar Rapszódia). Esche, Leipzig 1936 (Digitalisat der 9. Auflage von 1940 im Internet Archive)
- Und sie bewegt sich doch. Ein Roman um Galileo Galilei. (Originaltitel: És mégis mozog a föld). Aus dem Ungarischen übersetzt und bearbeitet von Josef Paul Toth und A. Luther. Esche, Leipzig 1937
- Zum Herrschen geboren. Biografischer Roman über Matthias Corvinus.
- Im Schatten der Krone.
- Das herrliche Leben. Der Lebensroman des Peter Paul Rubens.
- Der Komet. Biografischer Roman über Sándor Petőfi.
- Whisky-Soda.
- Purpur und Dämmerung. Ein Malerleben aus dem 19. Jahrhundert. Biografischer Roman über Mihály Munkácsy.
- Mit den Augen einer Frau. (Originaltitel: Magdolna). Aus dem Ungarischen übersetzt und bearbeitet von Josef Paul Toth und A. Luther. 1938
- Der goldene Apfel. Die Geschichte eines schönen Mannes. (Originaltitel: Az Aranyalma.)  Aus dem Ungarischen übersetzt und bearbeitet von Lajos von Horváth und Eugen Görcz. Paul Neff Verlag, Wien 1955